# جيم لوي
جيم لوي (بالإنجليزية: Jim Lowe)‏ هو كاتب أغاني ودي جيه ومغني وملحن أمريكي، ولد في 7 مايو 1927 في سبرينغفيلد في الولايات المتحدة، وتوفي في 12 ديسمبر 2016 في إيست هامبتون في الولايات المتحدة بسبب مرض.

## وصلات خارجية
- جيم لوي على موقع ميوزك برينز (الإنجليزية)
- جيم لوي على موقع أول ميوزيك (الإنجليزية)
- جيم لوي على موقع ديسكوغز (الإنجليزية)